# Liste der Bodendenkmäler in Haldenwang (Allgäu)
Auf dieser Seite sind die Bodendenkmäler in der schwäbischen Gemeinde Haldenwang zusammengestellt. Diese Tabelle ist eine Teilliste der Liste der Bodendenkmäler in Bayern. Grundlage ist die Bayerische Denkmalliste, die auf Basis des Bayerischen Denkmalschutzgesetzes vom 1. Oktober 1973 erstmals erstellt wurde und seither durch das Bayerische Landesamt für Denkmalpflege geführt wird. Die folgenden Angaben ersetzen nicht die rechtsverbindliche Auskunft der Denkmalschutzbehörde.

## Bodendenkmäler in Haldenwang
| Lage                                                                          | Objekt | Akten-Nr.     | Bild            |
| ----------------------------------------------------------------------------- | --- | ------------- | --------------- |
| Haldenwang „Burghalde“ (Standort)                                             | Burghalde Haldenwang→Befestigung des Mittelalters. | D-7-8128-0041 |                 |
| Haldenwang, Innerorts Römerstraße – Zum Angerhof (Standort)                   | Teilstück der Römerstraße Augsburg–Kempten→Straße der römischen Kaiserzeit.                                                                               | D-7-8128-0043 |                 |
| Haldenwang Kirchweg 1 (Standort)                                              | Mittelalterliche und frühneuzeitliche Befunde im Bereich der Kath. Pfarrkirche St. Alexander und Theodor sowie des aufgelassenen Friedhofs in Haldenwang. | D-7-8128-0093 | weitere Bilder  |
| Wagegg (Standort)                                                             | Burg Wagegg→Mittelalterliche und frühneuzeitliche Befunde im Bereich der Burg- und Schlossruine Wagegg, mit abgegangenem Wirtschaftshof.                  | D-7-8228-0016 | weitere Bilder  |
| Neuburg (Standort)                                                            | Schloss Neuburg→Mittelalterliche und frühneuzeitliche Befunde im Bereich von Schloss Neuburg.                                                             | D-7-8228-0025 | Schloss Neuburg |
| Vögelesmühle Bergkuppe, NNW direkt über der Mühle (Standort)                  | Brandopferplatz vor- und frühgeschichtlicher Zeitstellung.                                                                                                | D-7-8228-0030 |                 |
| Börwang neben Straße nach Kempten, Auserorts (Standort)                       | Altstraße des Mittelalters und der frühen Neuzeit. | D-7-8228-0051 |                 |
| Straße durch Straß, vom Börwanger Bach bis Gemeindegrenze in Grund (Standort) | Teilstück der Römerstraße Augsburg–Kempten→Straße der römischen Kaiserzeit (entspricht dem heutigen Straßenverlauf)                                       | D-7-8228-0052 |                 |
| Haslach 300 m OSO im Wald (Standort)                                          | Burgstall Haslach→Burgstall des Mittelalters. | D-7-8228-0054 |                 |
| Börwang Klosterweg 8 (Standort)                                               | Mittelalterliche und frühneuzeitliche Befunde im Bereich (der Kapelle) St. Leonhard in Börwang und ihrer Vorgängerbauten.                                 | D-7-8228-0057 | weitere Bilder  |